# Ернст Калтенбрунер
Ернст Калтенбрунер (на немски: Ernst Kaltenbrunner) е австрийски нацистки офицер, началник на Имперското управление по безопасност Reichssicherheitshauptamt (РСХА), обергрупенфюрер от СС. Той е сред главните организатори на Холокоста и военните престъпници на Третия райх.
Той е най-високопоставеният член на СС, който е изправен пред трибунала в Нюрнберг. Признат за виновен за военни престъпления и престъпления срещу човечеството и екзекутиран.

## Биография
Роден е на 4 октомври 1903 година в Австро-Унгария, син е на адвокат. Израства в националистическо семейство. Калтенбрунер е приятел от детинство с Адолф Айхман, скандалният офицер от СС, който играе ключова роля в осъществяването на Холокоста в Европа. След гимназията Калтенбрунер завършва право през 1926 г. в университета в Грац и работи като адвокат за кратко в Линц и Залцбург. Висок е близо 2 метра, като има дълбоки белези по лицето си от дуел в студентските си години, въпреки че някои източници ги приписват от автомобилна катастрофа.
На 14 януари 1934 г. Калтенбрунер се жени за Елизабет Едер (родена 1908 г.), от която има 3 деца. Тя е от Линц и член на нацистката партия. Освен тях има и близнаци (родени 1945 г.) от дългогодишната си любовница Гизела, графиня фон Вестарп. Всичките му деца преживяват войната.
Присъединява се към нацистката партия и СС в Австрия през 1932 г. Участва в пуча през 1934 г., по времето на който е убит от нацистите австрийският канцлер Долфус. След Аншлуса през 1938 г. прави бърза кариера в Гестапо; отговаря в частност за концентрационните лагери.

## Втора световна война
През юни 1940 г. Калтенбрунер е назначен за полицейски шеф на Виена и поема този допълнителен пост за една година. През юли 1940 г. е назначен като СС-унтерщурмфюрер в резерва на Вафен-СС. В хода на многобройните си задължения Калтенбрунер развива внушителна разузнавателна мрежа в цяла Австрия, движеща се от юг на изток, което в крайна сметка привлича вниманието на Хайнрих Химлер за назначаването на началник на РСХА през януари 1943 г. РСХА е съставен от SiPo (Sicherheitspolizei: обединените сили на Гестапо и Крипо) заедно със СД (Sicherheitsdienst). Той заменя Хайдрих, който е убит през юни 1942 г. Калтенбрунер заема тази позиция до края на войната. Той също така заменя Хайдрих като председател на Международната комисия за криминална полиция (ICPC), организацията, днес известна като Интерпол.
Страхът от срутване на домашния фронт, дължащ се на бомбените атаки на Съюзниците, и че в резултат на това може да възникне друг удар в страната, кара Калтенбрунер незабавно да затегне нацисткото сцепление в Германия. Историкът Антъни Читс смята, че назначаването на Калтенбрунер за началник на РСХА е изненада, като се имат предвид останалите възможни кандидати като ръководителя на Гестапо Хайнрих Мюлер или дори шефа на външното разузнаване Валтер Шеленберг. Ричард Грюнбергер предполага, че Калтенбрунер е най-вероятно избран, тъй като той е сравнително „новодошъл“, като би бил по-податлив в ръцете на Химлер.
Подобно на много от идеологическите фанатици на режима, Калтенбрунер е твърд антисемит. Калтенбрунер присъства на среща през декември 1940 г. между Хитлер, Гьобелс, Химлер и Хайдрих, където е взето решение да се обгазят всички евреи, които не са в състояние да упражняват тежка физическа работа. Под командването на Калтенбрунер преследването на евреите се увеличава, тъй като „процесът на унищожаване трябва да бъде ускорен и концентрацията на евреите в самия Райх и в окупираните страни трябва да бъде ликвидирана колкото е възможно по-скоро“. Калтенбрунер се информира непрекъснато за състоянието на дейностите в концентрационните лагери, получавайки периодични доклади в офиса си в РСХА.
През лятото на 1943 г. Калтенбрунер прави втората си проверка на концентрационния лагер Маутхаузен. Докато е там, са избрани 15 затворници, с които демонстрират на Калтенбрунер три метода на убийство: изстрел във врата, обесване и обгазяване. След извършването на убийствата, Калтенбрунер инспектира крематориума и по-късно кариерата. През октомври 1943 г. той нарежда на Херберт Каплер, ръководител на германската полиция и служби за сигурност в Рим, че „изкореняването на евреите в Италия“ е от „специален интерес“ и за „обща сигурност“. Четири дни по-късно СС и полицейски части на Каплер започват да депортират евреи с влак до концентрационния лагер в Аушвиц.
През 1944 г., когато Хитлер е в процес на силно въоръжаване, адмирал Хорти в предаването на Унгария на нацистите по време на среща в замъка Клесхайм в Залцбург, Калтенбрунер присъства на преговорите и го ескортира. Със съдействието на Хорти и Калтенбрунер на пътуването обратно до Унгария е Адолф Айхман, който взима със себе си специален отряд Einsatzkommando, за да започне процеса на „депортиране на 750 хил. евреи от Унгария“.
Често се казва, че дори Химлер се страхува от него, тъй като Калтенбрунер е страшна фигура с височина 1,94 метра, белези на лицето и нестабилен нрав. Калтенбрунер отговаря също за операция „Дълъг скок“ – опит за убийство на Сталин, Чърчил и Рузвелт. Тази мисия е осуетена от съветския разузнавач Кеворк Вартанян.
Непосредствено след заговора от 20 юли Калтенбрунер е призован от централата на РСХА в Берлин до Вълчата бърлога, за да започне разследването кой е отговорен за атаката. След като се разкрива, че е извършен опит за военен преврат срещу Хитлер, Химлер и Калтенбрунер трябва да действат внимателно, тъй като военните не са под юрисдикцията на Гестапо или СД. Преди Калтенбрунер да приключи с арестите на всички лица, свързани с опита за преврат, има над 5000 екзекуции и хиляди изпратени в концентрационни лагери. Полицията работи по този случай до самия край на войната с известния нацистки съдия Роланд Фрайслер, който председателства процесите; много от тези висши военни, които са осъдени, са убити мъчително чрез обесване с тел от пиано, окачени на куки за месо. Като началник на РСХА, Калтенбрунер също така е убеден, че много от членовете на семействата на заговорниците също са убити.

Историкът Хайнц Хохне брои Калтенбрунер сред фанатичните лоялисти на Хитлер и го описва като верен „до горчивия край“. Доклади от СД през октомври 1944 г. за влошаващия се морал на военните и свързаните с тях военни дела (което за ангажираните нацисти като Калтенбрунер показва липса на националсоциалистическа вярност), го кара да търси участието на РСХА във военни съдебни производства; това е отхвърлено от Химлер, който по това време смята, че е „неразумно“ да се намесва в дейността на Вермахта. През декември 1944 г. Калтенбрунер получава ранг на генерал от Вафен-СС. Други офицери от СС получават еквивалентни длъжности през 1944 г., така че в случай, че бъдат заловени от съюзниците, те ще имат статут на военни офицери вместо полицейски служители. Калтенбрунер през 1945 г. става СС-Обергрупенфюрер и генерал от полицията. На 15 ноември 1944 г. е награден с Рицарски кръст на Кръста за военни заслуги с мечове. Освен това той получава Златен партиен знак на НСДАП и Кръвен орден.
Използвайки властта си като началник на РСХА, Калтенбрунер издава указ на 6 февруари 1945 г., който позволява на полицаите да разстрелват хора само по своя преценка и без съдебен контрол. В средата на февруари 1945 г., когато нещата започват да се влошават бързо за германците, след бомбардировките и напредъка на Червената армия, Хитлер е обвинен от генерал Хайнц Гудериан, че не започва сериозна контраофанзива. Докато Хитлер смята, че Химлер е способен да поведе това усилие, Гудериан не е съгласен и настоява генерал-лейтенант Валтер Венк да ръководи кампанията. Сред присъстващите има няколко на върха на нацистката йерархия, включително Калтенбрунер. След много часове на хаос, Хитлер най-накрая се съгласява. Докато първоначалната контраатака е успешна, войските на Вафен-СС и германската дванадесета армия под ръководството на Венк са разбити два дни по-късно на 21 февруари 1945 г. от силите на съветската Червена армия на Жуков. Въпреки че не ръководи лично атаката, този неуспех на Вафен-СС е голям удар за Химлер и оттогава нататък Калтенбрунер се ползва с по-голяма автономия пред Хитлер, отчитайки се директно на Фюрера и дори създавайки тясна връзка с Борман.
На 12 март 1945 г. във Форарлберг се провежда среща между Калтенбрунер и Карл Якоб Буркхард, председател на Международния комитет на Червения кръст (1945 – 1948). На този етап нацистите са готови да направят някои отстъпки пред исканията на Червения кръст. Малко повече от месец по-късно Химлер е информиран, че Карл Волф е преговарял със Съюзниците за капитулация на германците в Италия. Когато е разпитан от Химлер по въпроса, Волф обяснява, че е действал по заповед на Хитлер при договарянето на обмен на затворници и се опитвал да настрои Съюзниците един срещу друг, след което Химлер му повярва. Калтенбрунер не е искал да говори насаме с Химлер, след което разкрива, че един информатор твърди, че Волф също се е договорил с кардинал Шустер от Милано и е готов да предаде цяла Италия и заедно с нея, южния фронт на Съюзниците. Химлер яростно повтаря твърденията и Волф, преструвайки се на обиден, дръзко настоява Химлер да представи тези изявления на Хитлер в негово присъствие. Изненадан от исканията му, Химлер се отдръпва и вместо това изпраща Калтенбрунер и Волф във Фюрербункера. Топлият прием на отворената дискусия на Хитлер и Волф, относно плодотворните преговори с Алън Дълес смирява Калтенбрунер, тъй като Хитлер изпраща Волф обратно в Италия, за да търси по-добри условия с американците.
На 18 април 1945 г. Химлер назначава Калтенбрунер за командир на останалите германски сили в Южна Европа. Калтенбрунер реорганизира разузнавателните си служби като подземна мрежа за престой. Хитлер осъществява една от последните си изяви на 20 април 1945 г. извън бункера, където връчва медали на момчета от Хитлерюгенд за тяхната смелост – събитие, което е частично заснето. На церемонията присъстват Гьоринг, Шпеер, Гьобелс, Химлер, Дьониц, Кайтел, Калтенбрунер и още няколко други. Осъзнаването на края на нацисткия режим е близо, повечето от тях нетърпеливо се разделят. Калтенбрунер е сред тези, които бягат.
В края на Втората световна война Калтенбрунер е арестуван в хижа на територията на Австрия и предаден на Международния военен трибунал в Нюрнберг, който го осъжда на смърт чрез обесване за многочислени престъпления против мирното население и военнопленниците.

## Екзекуция
Последните думи на Калтенбурнер са:
| „ | Аз обичах германския народ и Отечеството си с топло сърце. Изпълнявах задълженията си, според законите на моя народ и съжалявам, че в тези най-трудни времена народът ми беше воден от хора, които не бяха войници, а за извършените престъпления аз нямах представа. Германия, късмет. | “ |

Калтенбрунер е обесен на 16 октомври 1946 г., около 1:15 ч. в Нюрнберг. Неговото тяло, както и тези на другите девет екзекутирани мъже, и това на Херман Гьоринг (който се самоубива предния ден), са кремирани на Източното гробище в Мюнхен и пепелта е разпръсната в приток на река Изар.

## Разни
- В руския телевизионен сериал „Седемнадесет мига от пролетта“ ролята на Ернст Калтенбрунер се изпълнява от Михаил Жарковски.